# Poa araratica
Poa araratica är en gräsart som beskrevs av Ernst Rudolf von Trautvetter. Poa araratica ingår i släktet gröen, och familjen gräs. Inga underarter finns listade i Catalogue of Life.